# Dapo Afolayan
Oladapo Joshua Afolayan (Harrow, 11 settembre 1997) è un calciatore inglese, attaccante del St. Pauli.

## Carriera
Afolayan ha iniziato a giocare a calcio nell'Harrow St. Marys per poi entrare a far parte del settore giovanile del Chelsea nel 2006. Nel 2013 si è trasferito in Canada dove ha giocato con il Toronto Varsity Blues a livello universitario nel 2014 e nel Toronto FC Academy in USL PDL in quello successivo. Nel 2015 è tornato in Inghilterra dove ha frequentato la Loughborough University giocando con la selezione calcistica locale e con le formazioni giovanili di Barnet e Tooting & Mitcham Utd.
Nel 2017, dopo un provino con il Rochdale, ha firmato con il Solihull Moors in National League. Ha debuttato l'11 febbraio nell'incontro vinto 3-0 contro il Sutton Utd, mettendo subito a segno la sua prima rete. Il 1º febbraio 2018 è stato acquistato dal West Ham Utd che lo ha assegnato alla propria formazione Under-23. Il 31 gennaio 2019 è passato in prestito all'Oldham Athletic ed il 29 agosto seguente, con la stessa formula, ha firmato con il Mansfield Town. Rientrato a Londra nel gennaio del 2022, è stato nuovamente assegnato all'Under-23, ma il 23 gennaio dell'anno seguente ha fatto il suo esordio in prima squadra nell'incontro di FA Cup contro il Doncaster, dove ha segnato la rete del definitivo 4-0.
Una settimana più tardi è stato ceduto in prestito al Bolton che al termine della stagione, dopo aver centrato la promozione in League One, lo ha riscattato. Con i Trotters ha giocato per un altro anno e mezzo, venendo nominato miglior giocatore della stagione 2021-2022.
Il 19 gennaio 2023 è stato acquistato a titolo definitivo al St. Pauli, club della seconda divisione tedesca, campionato che vince nella stagione 2023-2024, riuscendo così ad esordire nella prima divisione tedesca nel corso della stagione 2024-2025.

## Statistiche

### Presenze e reti nei club
Statistiche aggiornate al 21 dicembre 2024.
| Stagione        | Squadra            | Campionato      | Campionato | Campionato | Coppe nazionali | Coppe nazionali | Coppe nazionali | Coppe continentali | Coppe continentali | Coppe continentali | Altre coppe | Altre coppe | Altre coppe | Totale | Totale | Totale |
| Stagione        | Squadra            | Comp            | Pres       | Reti       | Comp            | Pres            | Reti            | Comp               | Pres               | Reti               | Comp        | Pres        | Reti        | Pres   | Reti   |        |
| --------------- | ------------------ | --------------- | ---------- | ---------- | --------------- | --------------- | --------------- | ------------------ | ------------------ | ------------------ | ----------- | ----------- | ----------- | ------ | ------ | ------ |
| 2015            | Toronto FC Academy | PDL             | 10         | 1          |                 | -               | -               | -                  | -                  | -                  | -           | -           | -           | 10     | 1      |        |
| 2016-2017       | Solihull Moors     | NL              | 15         | 4          | FACup           | 0               | 0               | -                  | -                  | -                  | FAT         | 0           | 0           | 15     | 4      |        |
| 2017-2018       | Solihull Moors     | NL              | 30         | 11         | FACup           | 3               | 0               | -                  | -                  | -                  | FAT         | 2           | 0           | 35     | 11     |        |
| gen.-giu. 2019  | Oldham Athletic    | FL2             | 10         | 0          | FACup+CdL       | 0               | 0               | -                  | -                  | -                  | FLT         | 0           | 0           | 10     | 0      |        |
| 2019-gen. 2020  | Mansfield Town     | FL2             | 6          | 1          | FACup+CdL       | 0               | 0               | -                  | -                  | -                  | FLT         | 2           | 0           | 8      | 1      |        |
| 2020-gen .2021  | West Ham Utd       | PL              | 0          | 0          | FACup+CdL       | 1+0             | 1               | -                  | -                  | -                  | -           | -           | -           | 1      | 1      |        |
| gen.-giu. 2021  | Bolton             | FL2             | 21         | 1          | FACup+CdL       | 0               | 0               | -                  | -                  | -                  | FLT         | 0           | 0           | 21     | 1      |        |
| 2021-2022       | Bolton             | FL1             | 44         | 12         | FACup+CdL       | 2+1             | 0               | -                  | -                  | -                  | FLT         | 4           | 2           | 51     | 14     |        |
| 2022-gen. 2023  | Bolton             | FL1             | 22         | 3          | FACup+CdL       | 1+2             | 0+1             | -                  | -                  | -                  | FLT         | 4           | 2           | 29     | 6      |        |
| gen.-giu. 2023  | St. Pauli          | 2L              | 16         | 3          | CG              | 0               | 0               | -                  | -                  | -                  | -           | -           | -           | 16     | 3      |        |
| 2023-2024       | St. Pauli          | 2L              | 31         | 9          | CG              | 3               | 1               | -                  | -                  | -                  | -           | -           | -           | 34     | 10     |        |
| 2024-2025       | St. Pauli          | BL              | 15         | 2          | CG              | 2               | 0               | -                  | -                  | -                  | -           | -           | -           | 17     | 2      |        |
| Totale carriera | Totale carriera    | Totale carriera | 220        | 47         |                 | 15              | 3               |                    | -                  | -                  |             | 12          | 4           | 247    | 54     |        |

## Palmarès

### Club

#### Competizioni nazionali
- Campionato tedesco di seconda divisione: 1

St. Pauli: 2023-2024